# 音威子府村
音威子府村（おといねっぷむら）は、北海道上川地方北部の村。旭川市と稚内市の中間地の丘陵地帯に位置する。中川郡に属する。

## 概要
2012年時点、道内で最も人口の少ない自治体であり、2012年12月に神恵内村の人口が1,000人を割り込む前までは唯一、人口が1,000人以下の地方公共団体（北方領土の村を除く）であった。「森と匠の村」を標榜し、豊富な森林資源を生かした工芸による村おこしを推進している。
村の特産品は蕎麦であり、「音威子府そば」として広く知られている。

## 地理
上川総合振興局管内の北部に位置し、南は美深町、西は中川町、北は宗谷総合振興局管内の中頓別町、東は同管内の枝幸町に接している。天塩川が南から流れ、音威子府川と合流してからは西へと向きを変えて村域を貫流する。天塩川に沿って旭川市と稚内市を結ぶ国道40号、JR北海道宗谷本線が通る。
中心市街である音威子府は村域のほぼ中央、音威子府川と天塩川の合流点にあり、国道40号と国道275号の分岐点となっている。かつてはJR北海道天北線も国道275号に沿うように北へ伸びており、日本海とオホーツク海、そして上川中央部をつなぐ交通の要衝であった。
村の南東端にある函岳付近からクトンベツ沢川、ペンケサックル川、パンケサックル川などが西流して天塩川に合流している。これらの川の下流部にあたる南部の咲来（さっくる）地区には平地、あるいは緩やかな丘陵地が広がっており、酪農や畑作が行われている。残りのほとんどは緩やかな山地で、山林が村域の8割を占めている。山林の大部分は道有林で、北部に北海道大学の研究林がある。
内陸の気候で、夏と冬の寒暖の差が大きく冬場は非常に寒冷な気候である。夏場は約30℃、冬場は約-30℃にもなる。また、日本有数の豪雪地帯でもあり、特別豪雪地帯に指定されている。降雪量は1シーズンで10m以上に達し、最も深い積雪量は、日本の成人男性の平均身長（170cm前後）を遥かに上回ることもある。
- 山: 音威富士（439m）、函岳（1,129m）
- 河川: 天塩川、ペンケサックル川、パンケサックル川、音威子府川、物満内川、頓別坊川
- 湖沼:

### 隣接している自治体
- 上川総合振興局
  - 中川郡：中川町、美深町
- 宗谷総合振興局
  - 枝幸郡：中頓別町、枝幸町

### 人口
| |                                            |  |
| 音威子府村と全国の年齢別人口分布（2005年） | 音威子府村の年齢・男女別人口分布（2005年） |  |
| ■紫色 ― 音威子府村 ■緑色 ― 日本全国 | ■青色 ― 男性 ■赤色 ― 女性                  |  |
| 音威子府村（に相当する地域）の人口の推移 \| 1970年（昭和45年） \| 2,839人 \| \| \| 1975年（昭和50年） \| 2,552人 \| \| \| 1980年（昭和55年） \| 2,100人 \| \| \| 1985年（昭和60年） \| 2,068人 \| \| \| 1990年（平成2年） \| 1,584人 \| \| \| 1995年（平成7年） \| 1,480人 \| \| \| 2000年（平成12年） \| 1,334人 \| \| \| 2005年（平成17年） \| 1,070人 \| \| \| 2010年（平成22年） \| 995人 \| \| \| 2015年（平成27年） \| 832人 \| \| \| 2020年（令和2年） \| 706人 \| \| |                                            |  |
| 総務省統計局 国勢調査より |                                            |  |
| 1970年（昭和45年） | 2,839人                                    |  |
| 1975年（昭和50年） | 2,552人                                    |  |
| 1980年（昭和55年） | 2,100人                                    |  |
| 1985年（昭和60年） | 2,068人                                    |  |
| 1990年（平成2年） | 1,584人                                    |  |
| 1995年（平成7年） | 1,480人                                    |  |
| 2000年（平成12年） | 1,334人                                    |  |
| 2005年（平成17年） | 1,070人                                    |  |
| 2010年（平成22年） | 995人                                      |  |
| 2015年（平成27年） | 832人                                      |  |
| 2020年（令和2年） | 706人                                      |  |

音威子府村は若い世代の流出という全国の過疎地共通の事情を抱えているほか、特別養護老人ホームや有料老人ホームなどの滞在型の介護施設が村内に全く無いため、介護が必要またはこれから必要になる可能性がある高齢者が相次いで離村しており、2010年から2015年までの5年間に50人近くの高齢者が転出している。またそうした高齢者の家族も共に村を離れるため、村内において老人の介護ができない状態が続いていることが人口の激減に繋がっているものと見られている。村内65歳以上の高齢者総数に対し要介護認定を受けた者の割合は2015年現在7.9%と極めて低く、従って村の介護サービスに掛ける費用を抑えることが可能となり、結果として北海道内市町村の中では介護保険料が最も安い（2015年時点で月額3000円）という状況が生じている。医療も充実しておらず、高齢者にとっては健康でなければ住み続けることができない村になっていることから、村は健康でない高齢者であっても離村せずに済むような施設を計画。当初特別養護老人ホームの建設を構想していたが、特別養護老人ホームに入居する資格のある要介護認定3以上を受けた村民は2015年末時点で8人しか村に残っておらず、特別養護老人ホームを設置しても入居者が埋まる可能性が無いことからこれを断念した。これに代わるものとして診療所・デイサービス施設と繋がっている公営の集合住宅を2017年度までに建設、健康に不安のある高齢者などの入居を募り、彼らが引き続き村で生活できるようにするという。
年齢別の人口分布では15～18歳にピークがあるが、これは村立北海道おといねっぷ美術工芸高等学校の学生を村外からも受け入れているためである。同高校の在校生約120人のうち大半の生徒が村内の寮に入っており、同高校生徒が村の総人口の約15％を占めている。同高校在校生はほとんどが村外の出身者であり、村出身者は1％にも満たない。同高校は道外からの入学者も受け入れており、在校生全体に占める割合は20％に及ぶ。同高校生徒は卒業後はほぼ全員村を離れるため、20代以降の世代は一転して少なくなっている。

### 気候
東西ともに約50kmでそれぞれオホーツク海と日本海に達することから海洋性気候に属し、盆地的地形のため寒暖の差が激しい。最も暑い時期には30℃を超えるが、最も寒い時期には-30℃を下回ることもある。また、日本有数の豪雪地帯で、降雪量は12mを超えることもある。1998年11月18日未明から19日にかけ積雪135cmを観測し、11月の積雪量としては道内で歴代2番目の記録となった。
音威子府のアメダスは1977年10月に統計を開始した。最高気温の極値は36.6℃（2021年7月28日）、2位は35.5℃（2021年7月25日、2021年8月7日）であり、猛暑日は3回観測されている。最低気温の極値は-34.9℃（1982年2月5日）。平年値で冬日の年間日数は166.6日、真冬日84.7日。夏日44.5日、真夏日5.3日、熱帯夜0日。熱帯夜は最低気温25.9℃（1994年8月7日）を1回観測した。
降水量は8月から12月にかけて多く、10月から3月にかけて雪または雨の降る日が多い。平年値で年間降雪量1216cm、年間の最深積雪は186cm（1982年10月統計開始）。最深積雪の極値は281cm（2018年2月25日）。日照時間は11月から2月にかけて少なくなっている（1986年5月統計開始）。最大風速の極値は14.0m/s（風向：東北東、1979年3月31日）、最大瞬間風速の極値は24.8m/s（風向：南西、2015年5月5日、2008年9月統計開始）
| 音威子府（1991年 - 2020年）の気候  | 音威子府（1991年 - 2020年）の気候 | 音威子府（1991年 - 2020年）の気候 | 音威子府（1991年 - 2020年）の気候 | 音威子府（1991年 - 2020年）の気候 | 音威子府（1991年 - 2020年）の気候 | 音威子府（1991年 - 2020年）の気候 | 音威子府（1991年 - 2020年）の気候 | 音威子府（1991年 - 2020年）の気候 | 音威子府（1991年 - 2020年）の気候 | 音威子府（1991年 - 2020年）の気候 | 音威子府（1991年 - 2020年）の気候 | 音威子府（1991年 - 2020年）の気候 | 音威子府（1991年 - 2020年）の気候 |
| 月                                 | 1月                               | 2月                               | 3月                               | 4月                               | 5月                               | 6月                               | 7月                               | 8月                               | 9月                               | 10月                              | 11月                              | 12月                              | 年                                |
| ---------------------------------- | --------------------------------- | --------------------------------- | --------------------------------- | --------------------------------- | --------------------------------- | --------------------------------- | --------------------------------- | --------------------------------- | --------------------------------- | --------------------------------- | --------------------------------- | --------------------------------- | --------------------------------- |
| 最高気温記録 °C （°F）             | 7.1 (44.8)                        | 12.3 (54.1)                       | 13.9 (57)                         | 25.3 (77.5)                       | 31.5 (88.7)                       | 33.6 (92.5)                       | 36.6 (97.9)                       | 35.5 (95.9)                       | 31.4 (88.5)                       | 26.9 (80.4)                       | 19.2 (66.6)                       | 10.0 (50)                         | 36.6 (97.9)                       |
| 平均最高気温 °C （°F）             | −3.9 (25)                         | −2.7 (27.1)                       | 1.8 (35.2)                        | 8.5 (47.3)                        | 16.4 (61.5)                       | 20.7 (69.3)                       | 24.2 (75.6)                       | 24.8 (76.6)                       | 21.1 (70)                         | 14.1 (57.4)                       | 5.3 (41.5)                        | −1.5 (29.3)                       | 10.7 (51.3)                       |
| 日平均気温 °C （°F）               | −8.0 (17.6)                       | −7.7 (18.1)                       | −2.7 (27.1)                       | 3.6 (38.5)                        | 10.1 (50.2)                       | 14.5 (58.1)                       | 18.5 (65.3)                       | 19.5 (67.1)                       | 15.3 (59.5)                       | 8.7 (47.7)                        | 1.7 (35.1)                        | −4.8 (23.4)                       | 5.7 (42.3)                        |
| 平均最低気温 °C （°F）             | −13.9 (7)                         | −14.5 (5.9)                       | −8.4 (16.9)                       | −1.3 (29.7)                       | 4.3 (39.7)                        | 9.2 (48.6)                        | 14.0 (57.2)                       | 15.2 (59.4)                       | 10.5 (50.9)                       | 4.1 (39.4)                        | −1.7 (28.9)                       | −8.8 (16.2)                       | 0.7 (33.3)                        |
| 最低気温記録 °C （°F）             | −34.8 (−30.6)                     | −34.9 (−30.8)                     | −30.1 (−22.2)                     | −15.0 (5)                         | −4.6 (23.7)                       | −0.8 (30.6)                       | 4.6 (40.3)                        | 4.8 (40.6)                        | 1.0 (33.8)                        | −6.7 (19.9)                       | −19.2 (−2.6)                      | −27.4 (−17.3)                     | −34.9 (−30.8)                     |
| 降水量 mm （inch）                 | 106.7 (4.201)                     | 70.7 (2.783)                      | 71.4 (2.811)                      | 56.8 (2.236)                      | 65.5 (2.579)                      | 60.6 (2.386)                      | 120.4 (4.74)                      | 163.9 (6.453)                     | 148.0 (5.827)                     | 164.3 (6.469)                     | 180.3 (7.098)                     | 158.0 (6.22)                      | 1,391.2 (54.772)                  |
| 降雪量 cm （inch）                 | 291 (114.6)                       | 218 (85.8)                        | 179 (70.5)                        | 72 (28.3)                         | 3 (1.2)                           | 0 (0)                             | 0 (0)                             | 0 (0)                             | 0 (0)                             | 3 (1.2)                           | 124 (48.8)                        | 325 (128)                         | 1,216 (478.7)                     |
| 平均降水日数 （≥1.0 mm）           | 21.1                              | 17.3                              | 16.1                              | 12.1                              | 10.7                              | 8.8                               | 10.2                              | 11.4                              | 13.8                              | 17.5                              | 21.6                              | 25.0                              | 187.4                             |
| 平均月間日照時間                   | 41.0                              | 61.7                              | 97.1                              | 144.0                             | 175.1                             | 160.0                             | 139.8                             | 130.8                             | 137.2                             | 108.5                             | 40.3                              | 23.4                              | 1,260.4                           |
| 出典1：Japan Meteorological Agency |                                   |                                   |                                   |                                   |                                   |                                   |                                   |                                   |                                   |                                   |                                   |                                   |                                   |
| 出典2：気象庁                      |                                   |                                   |                                   |                                   |                                   |                                   |                                   |                                   |                                   |                                   |                                   |                                   |                                   |

## 村名の由来
アイヌ語の「オトイネㇷ゚（o-toyne-p）」に由来し、「川口のにごっている川」あるいは「川尻（を歩くと）・泥んこである・もの（川）」の意とされる。うち、前者は音威子府川が天塩川に合流する地点が泥で濁っていたことからの命名とされる。

## 歴史

### 江戸時代
音威子府の名が初めて登場するのは1797年（寛政9年）の『松前地並西蝦夷地明細記』で、「ヲトヱ子フ」と表記されている。当時はテシホ場所に属していた。
1857年（安政4年）に松浦武四郎が天塩川流域を訪れ、現在の音威子府村筬島（おさしま）付近でアイヌの長老の元に宿泊。それによりアイヌによる北海道（蝦夷地）の通称「カイナー」の意味を知る。「カイ」はこの国に生まれた者、「ナー」は尊称であった。アイヌと深い交流のあった松浦武四郎は、蝦夷地を命名する際に「アイヌの国」を意味する「カイ」を取り入れ「北加伊道」という名を提案、これがのちに「北海道」となった。しかし近代から現代のアイヌ語研究では「カイ」に「この国に生まれた者」という意味は見出せず、この記述は謎の一つとなっている。（「北海道#概要」も参照。）

### 明治以降
1896年（明治29年）から始まった旭川より北方への道路建設は、1904年（明治37年）の常磐駅逓所（現在の咲来地区）の開設によりようやく現在の音威子府村域に到達した。このとき駅逓取扱人の長村秀（石川県出身の北海道庁吏員）がこの地に移り住み、これが音威子府村の開基となった。翌年には御料農業地の貸し付けに応じた小作32戸が入植した。以降、大正に入るまでに約200戸が村内各地に入植した。
1912年（大正元年）11月、鉄道省の天塩線（後の国鉄宗谷本線）の名寄駅 - 音威子府駅間が開通し、咲来駅と音威子府駅が設置された。音威子府駅周辺は天塩川水運と鉄道の結節点として、また以北の鉄道建設の拠点として急速に発展し、市街地を形成した。1915年に北見線（のちの天北線）が、1922年には天塩線が音威子府駅以北へと延伸すると、両線の分岐する鉄道の町として発展を遂げていった。最盛期は、人口5000人のうち3割を国鉄関係者とその家族が占めていたという。しかし、国鉄の合理化、1980年代の国鉄分割民営化、天北線の廃止（1989年）と駅業務の縮小、それに伴う職員の首都圏への異動などにより人口が激減した。
1971年（昭和46年）、村では過疎化対策として第1期総合計画を策定、天塩川温泉の建設、音威富士スキー場整備などを行った。1981年（昭和56年）には「森と匠の村」を標榜した第2次計画を実施。1978年（昭和53年）から筬島小学校跡に彫刻家・砂澤ビッキがアトリエを構えたこともあり、豊富な森林資源を生かした工芸の村としての活性化を目指した。普通科であった村立音威子府高等学校に工芸教育を取り入れ、1984年（昭和59年）には北海道で唯一の全日制工芸科高校へと学科転換した（現在の北海道おといねっぷ美術工芸高等学校）。また、村内各所にトーテムポールをはじめとする木工作品が設置されている。
- 1916年（大正5年）：中川郡中川村（現中川町）から分村、中川郡常盤村（ときわむら）となる。
- 1963年（昭和38年）：音威子府村に改称する。
- 1989年（平成元年）：天北線廃止。
- 2010年（平成22年）：人口が1000人を割り込む[2]。

## 経済
基幹産業は農業、林業。ソバ生産の北限地。

### 特産品

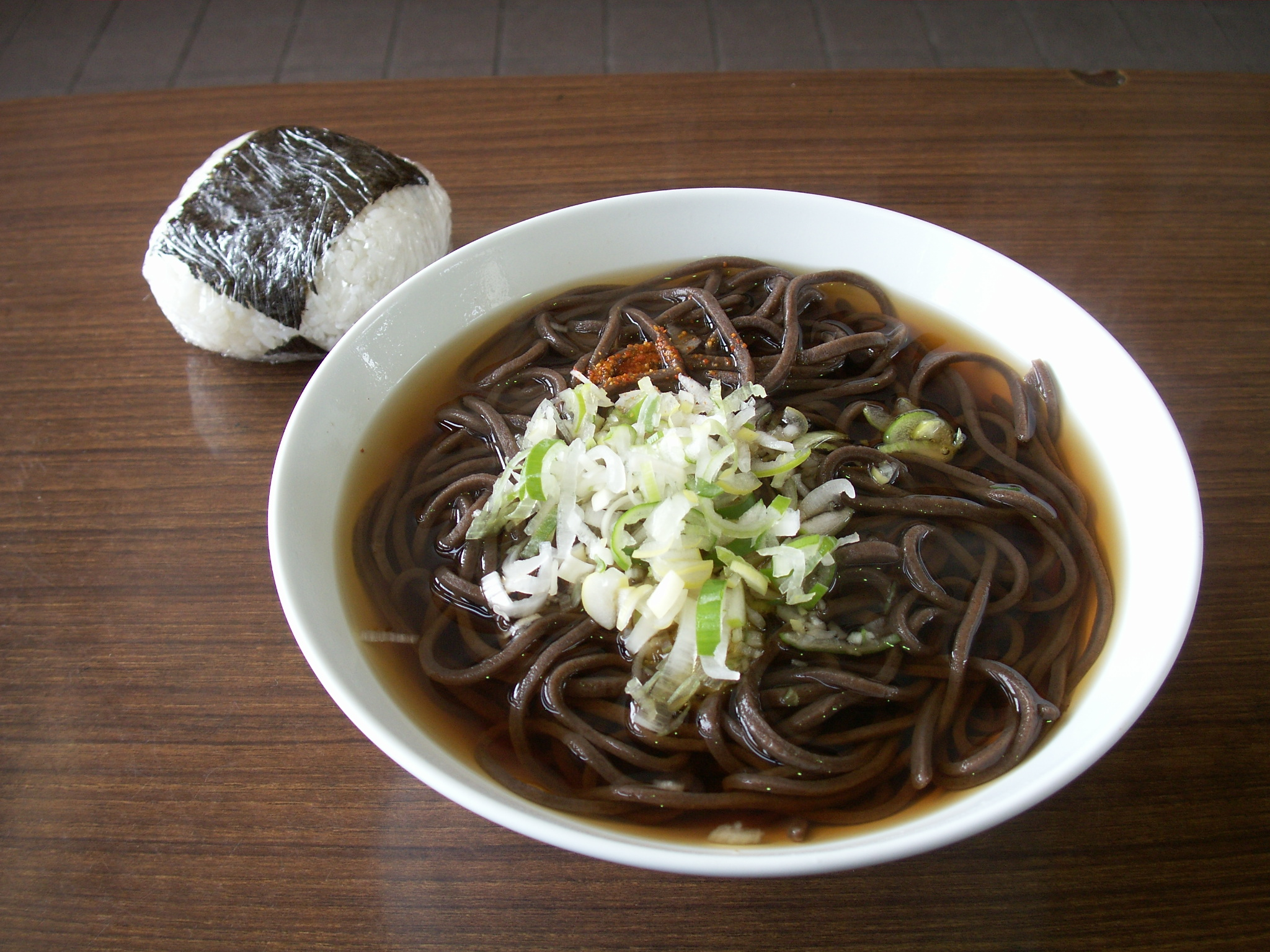
音威子府駅内の駅そば「常盤軒」で提供されていた音威子府そば。

- 木工芸品
- 音威子府そば

畠山製麺が製造していたそば（1926年開業、2022年8月末で製造終了）。殻の付いたまま製粉したそば粉を使用しているため色は真っ黒であり、そばの香りが強い。
畠山製麺廃業後の2023年1月、千葉県茂原市の「音威子府食堂」と東京都新宿区の「音威子府TOKYO」が新たに音威子府産の原料を使った独特の黒色のそばを新たに開発し、茂原市の三浦家製麺が製造を担っている。
- 音威子府羊羹

NPO法人ecoおといねっぷが製造する羊羹。全て北海道産の原料を使用し、無添加で手作りしている。製法は神奈川県鎌倉市の上生御菓子処美鈴から伝授されたもの。
- おといねっぷ味噌

NPO法人ecoおといねっぷが醸造する無添加・天然醸造（寒仕込み）の味噌。材料は全て北海道産で、熟成期間は1年半ほど。日本最北端の味噌製造業者でもある。
- 鮭みそパン
- 蜂蜜
- 山菜

### 金融機関
- 北はるか農業協同組合（JA北はるか）音威子府支所
- 北星信用金庫音威子府支店

### スーパー、コンビニエンスストア
- Aコープおといねっぷ店(2020年6月30日閉店）[9][10]
- セイコーマート音威子府店

## 郵便
- 音威子府郵便局（集配局）

## 宅配便
- ヤマト運輸：道北主管支店名寄中央センター・名寄北センター
- 佐川急便：浜頓別営業所

## 公共機関

### 警察
- 名寄警察署 音威子府駐在所

### 消防
- 上川北部消防事務組合 音威子府支署

## 教育
高等学校
- 北海道おといねっぷ美術工芸高等学校

小中学校
- 音威子府村立音威子府小中学校
  - 2014年4月1日に、音威子府村立音威子府小学校と音威子府村立音威子府中学校の併置校となる

大学（研究施設）
- 北海道大学北方生物圏フィールド科学センター森林圏ステーション北管理部中川研究林[11][12]

## 交通

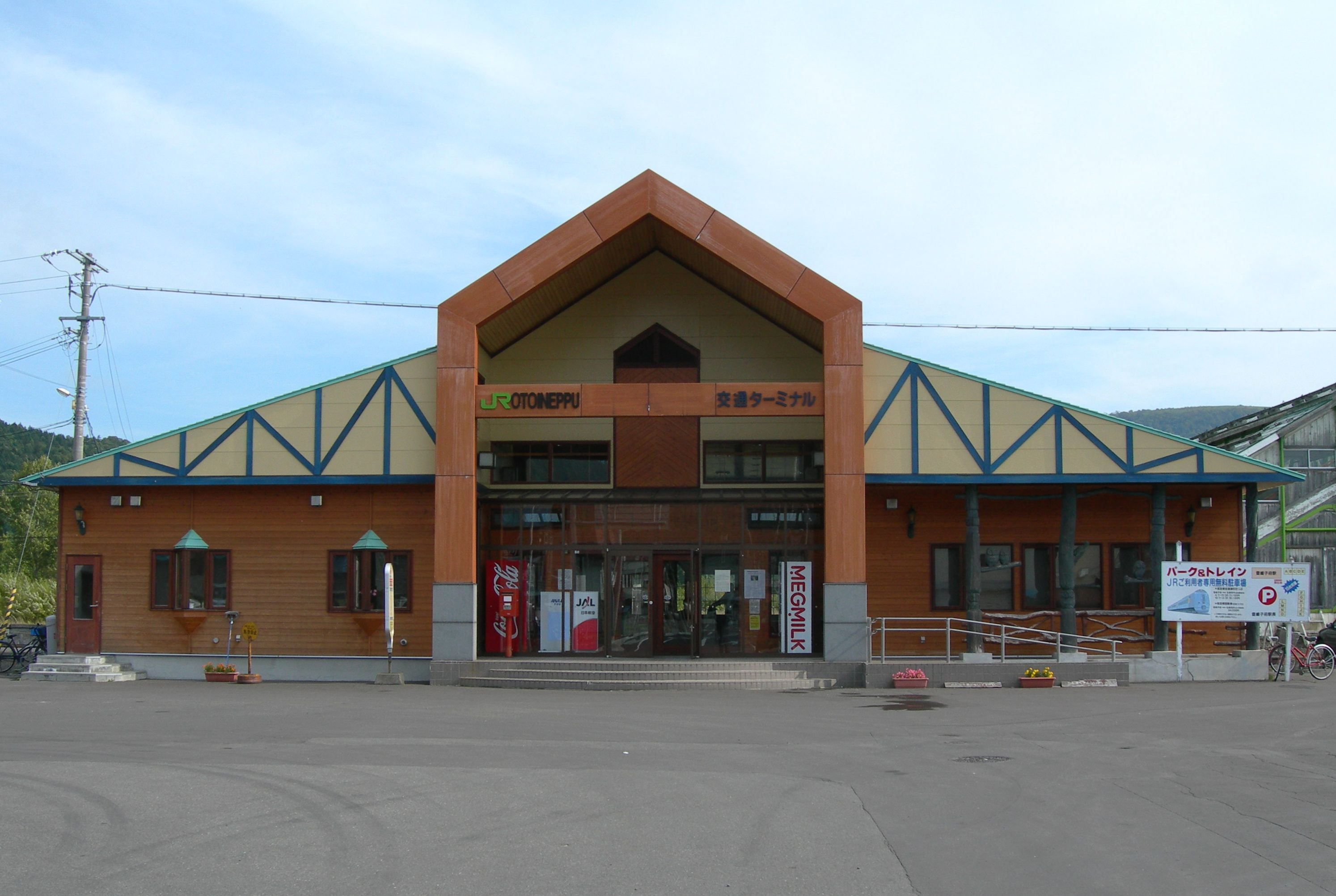
音威子府駅

### 鉄道
- 北海道旅客鉄道（JR北海道）
  - 宗谷本線 : 天塩川温泉駅 - 咲来駅 - 音威子府駅 - 筬島駅
  - なお、鉄道路線が通る自治体としては、人口が日本一少ない。音威子府駅には特急「宗谷」「サロベツ」の停車があり、特急が停車する自治体としても同様の事が言える。

かつては音威子府駅から天北線が分岐していたが、1989年に廃止された。音威子府村は音威子府駅以外の3無人駅の維持費用を捻出するため、廃線となった線路跡の石を缶詰にして、ふるさと納税の返礼品としている。

### バス
- 宗谷バス - 交通ターミナル（音威子府駅）内に窓口を設置していたが、2023年（令和5年）9月30日限りで廃止となった。
  - 都市間バス - 札幌市方面、名寄市・士別市・旭川市方面、枝幸町方面
- 音威子府村地域バス - 咲来・天塩川温泉方面
- デマンドバス（中頓別町・浜頓別町地域公共交通活性化協議会） - 中頓別町・浜頓別町・猿払村方面

### 道路
- 一般国道
  - 国道40号
  - 国道275号：沿道に道の駅おといねっぷが所在[14]。天北峠（190m）を越える。
- 都道府県道
  - 北海道道12号枝幸音威子府線
  - 北海道道220号歌登咲来停車場線
  - 北海道道391号音威子府停車場線

## 名所・旧跡・観光スポット・祭事・催事
- 天塩川温泉
- 音威子府駅の立ち食いそば店（常盤軒）

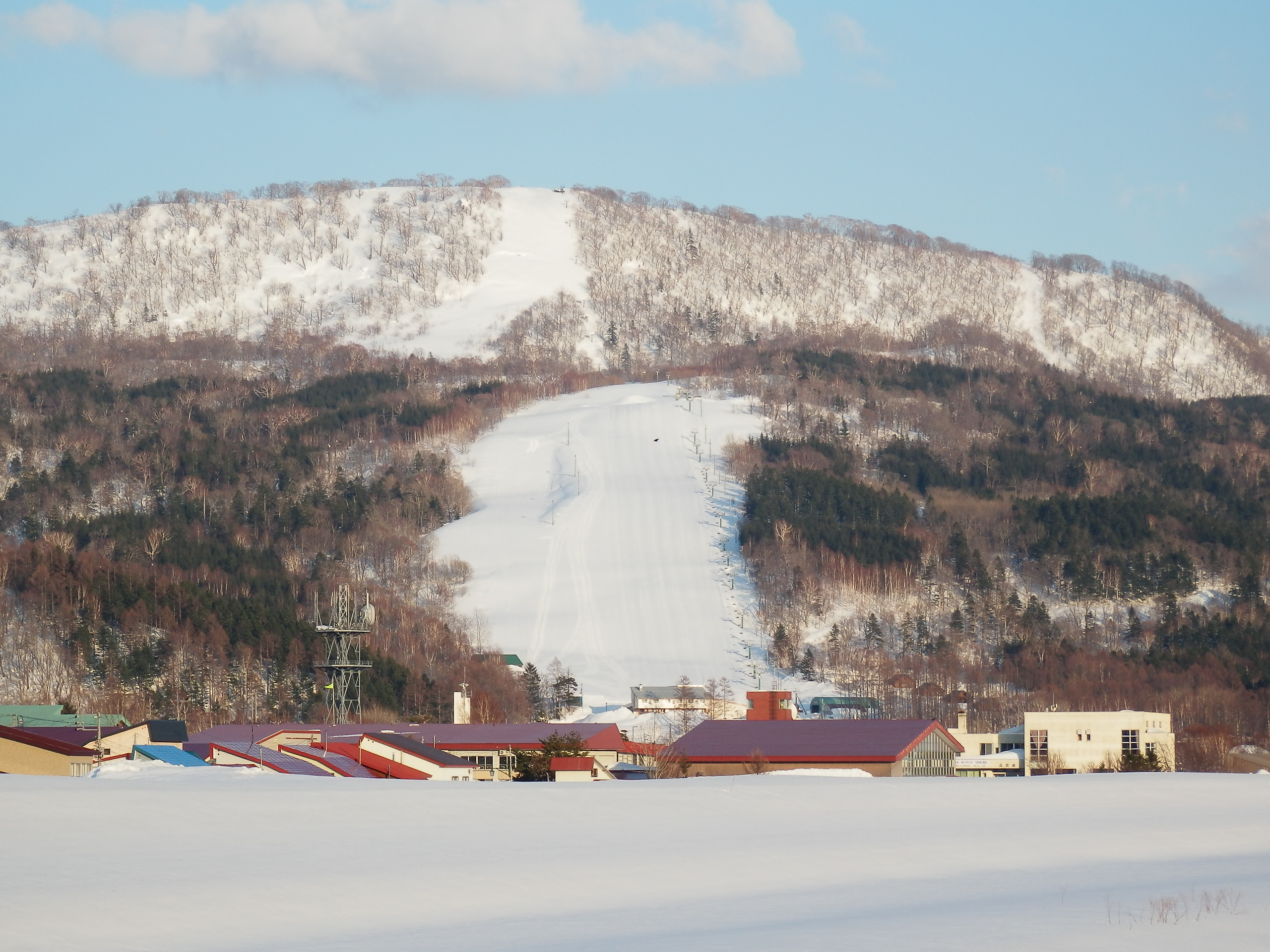
音威富士スキー場

  - 独特の黒い麺で、テレビや雑誌などにも取り上げられていたが、2021年2月8日に閉店した。
- エコミュージアムおさしまセンター
  - 砂澤ビッキのアトリエ。砂澤ビッキの資料や作品が展示されている。
- 北海道命名の地
  - 筬島地区、国道40号線から小道を入った天塩川沿いに所在する。松浦武四郎がアイヌのエカシ（長老）にアイヌ語の「カイ（この国に生まれたもの）」の意味を尋ねた場所。武四郎はこの「カイ」を用いて北加伊（カイ）道と名付けるよう提案し北海道と命名された。命名の詳細な経緯は「北海道#概要」参照。

## ゆかりのある有名人
- 砂澤ビッキ（1931年 - 1989年） - 彫刻家
- 吉田圭伸 - クロスカントリースキー選手
- 蜂須賀明香 - バイアスロン選手